# Аксуат (Курчумский район)
Аксуат (каз. Ақсуат) — село в Куршимском районе Восточно-Казахстанской области Казахстана. Административный центр Балыкшинского сельского округа. Код КАТО — 635237100.

## Население
В 1999 году население села составляло 508 человек (265 мужчин и 243 женщины). По данным переписи 2009 года, в селе проживало 519 человек (277 мужчин и 242 женщины).